# 彩色攝影

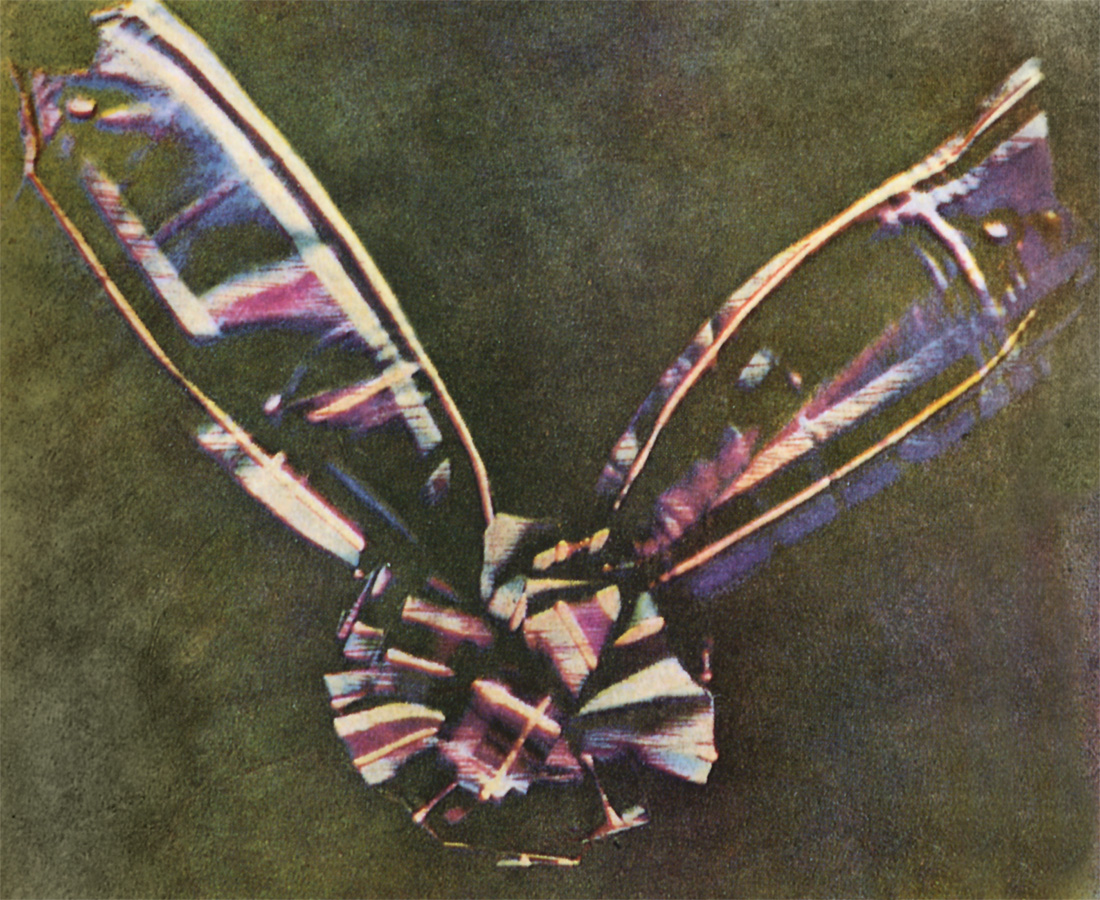
第一張使用三色法拍攝的彩照，由英格蘭攝影師托馬斯·薩頓拍攝於1861年

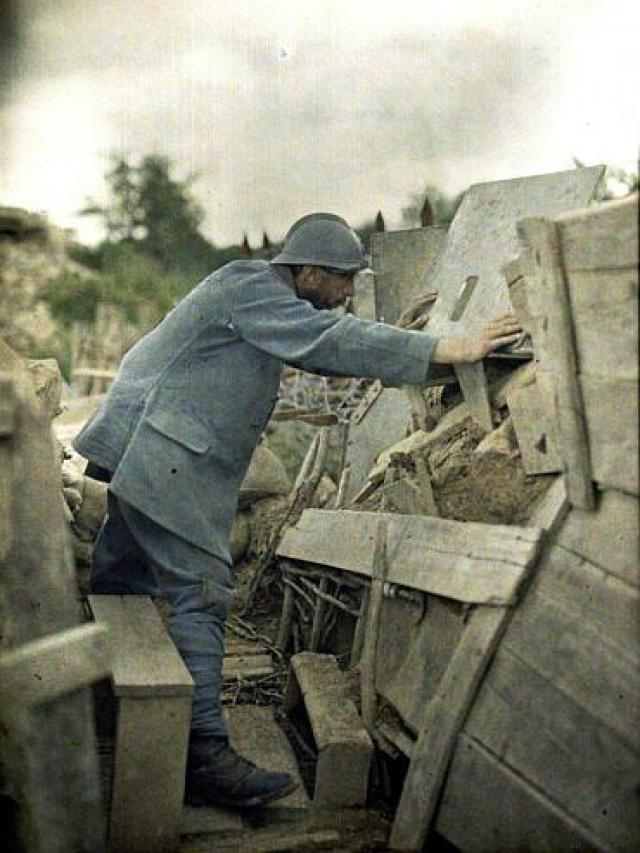
法國軍人在一戰戰場上，使用天然彩色像片技術在1917年拍攝的一張彩照

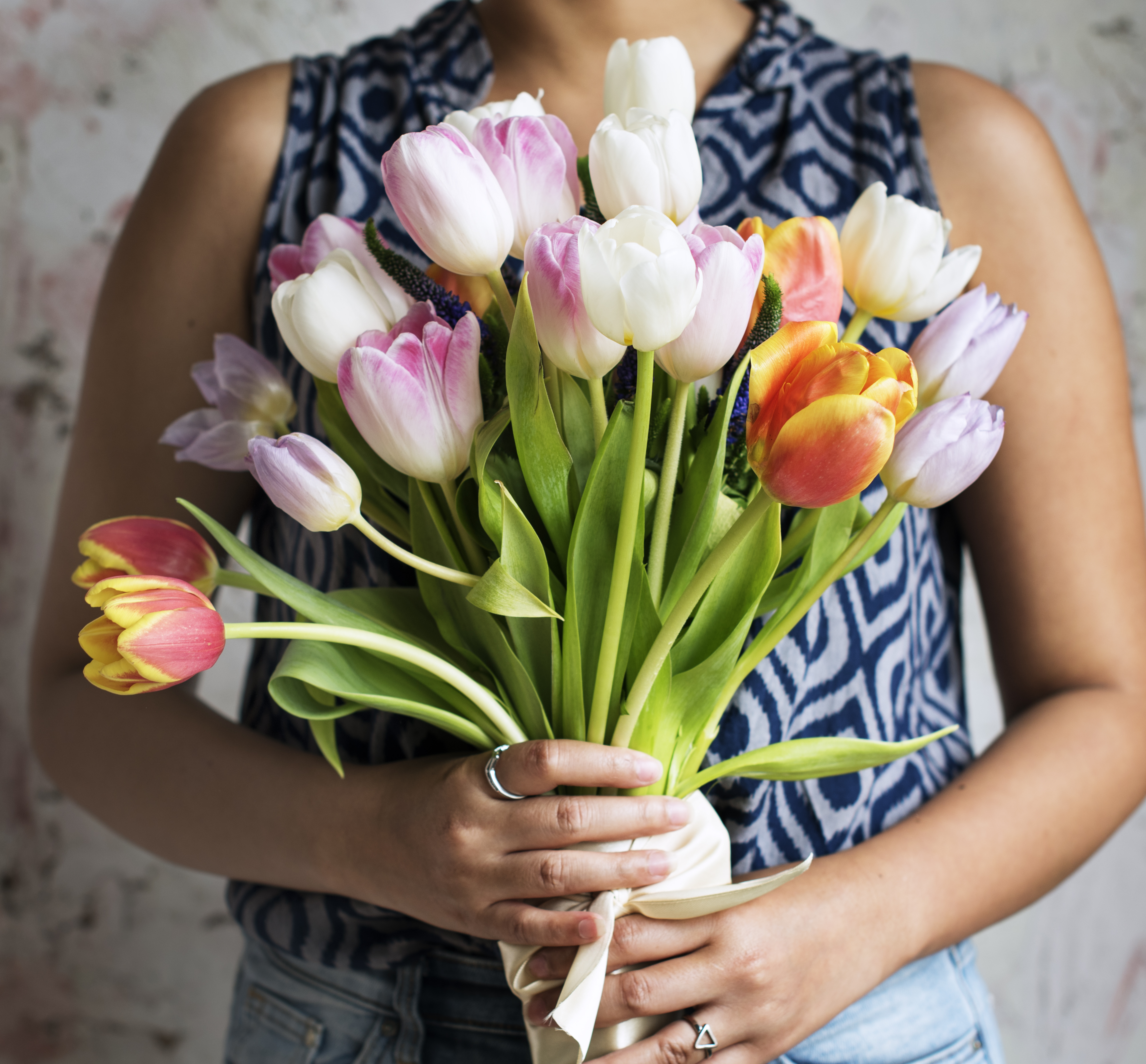
使用數碼相機拍攝的彩色照片

彩色攝影是一種拍攝彩色照片的攝影技術。在拍攝彩色照片時，電子傳感器或感光化學物質會在曝光的一瞬間記錄下色彩，其原理則是根據人眼的感光原理混合紅、綠及藍色（三原色）光形成所謂的“彩色”。

## 歷史
最早的製作彩色照片的嘗試出現在1840年代，其曝光時間長達數小時甚至數天。1855年蘇格蘭物理學家詹姆斯·克拉克·麥克斯韋首次依照彩色視覺原理提出了使用紅綠藍三色光成像的三色法，這也是現代所有彩照技術的起源。
最早的彩色照片由英格蘭攝影師托馬斯·薩頓基於麥克斯韋的研究拍攝於1861年，照片上是一個綢緞領結。但麥克斯韋說這種方法拍攝出來的照片仍然不完美，需要對紅藍光更敏感的材料才能呈現出良好影像。實際上據後世研究顯示，當時薩頓照片使用的材料幾乎不感任何紅光，感綠光的能力也相當有限，之所以看起來是彩色的多是紫外線、藍綠光和藍光作用的結果。
早期的彩色照相材料相當昂貴，直到20世紀30、40年代才有所降低，1935年柯達使用柯達克羅姆膠捲拍攝出了最早的彩色電影，柯達後來也成為了彩色照片業的巨頭。但其產業在20世紀後期數碼相機發明之後就開始衰退，在2012年宣佈破產重組，至美國時間2013年9月4日完成並退出破產保護。

## 外部連結
- 中國最早的一批彩色照片 （页面存档备份，存于），人民網